# 林直道
林 直道（はやし なおみち、1923年3月31日 - 2023年1月6日 ）は、日本のマルクス経済学者・百人一首研究家。大阪市立大学名誉教授。専門は、恐慌論、日本経済論。関西勤労者教育協会副会長。百人一首について歌織物説を唱える。
1923年、大阪市に生まれる。1946年大阪商科大学卒。1977年野呂栄太郎賞受賞。1964年大阪市立大学教授、1974年「景気循環の研究」で大阪市大経済学博士。1983年同名誉教授、大阪経済法科大学教授。

## 著書
- 『西田哲学批判』解放社 1948
- 『マックス・ウェーバーの思想体系』青木文庫 1952
- 『景気循環の研究』三一書房（1959年）
- 『帝国主義論 原典解説』青木書店 1965 マルクス=レーニン主義入門叢書
- 『経済学入門』汐文社 解放新書　1969
- 『経済学　下（帝国主義の理論）』新日本新書 1970
- 『史的唯物論と経済学』大月書店（1971年）
- 『国際通貨危機と世界恐慌』大月書店（1972年）
- 『史的唯物論と所有理論』大月書店（1974年）
- 『フランス語版資本論の研究』大月書店（1975年）
- 『恐慌の基礎理論』大月書店（1976年）
- 『現代の日本経済』青木書店（1976年）
- 『経済学入門』青木書店（1981年）
- 『百人一首の秘密－驚異の歌織物』青木書店（1981年）
- 『百人一首の世界』青木書店（1986年）
- 『嵐の中の青春 山宣・河上・野呂・片山潜の思想と生き方』学習の友社 1990
- 『日本歴史推理紀行』青木書店 1991
- 『日本経済をどう見るか』青木書店（1998年）
- 『恐慌・不況の経済学』新日本出版社（2000年）
- 『強奪の資本主義 戦後日本資本主義の軌跡』新日本出版社 2007

### 共著編
- 『帝国主義のはなし』梅川勉共著 学習の友社 学習文庫 1970
- 『マルクス主義経済学の擁護 宇野弘蔵氏の学説の検討』見田石介,横山正彦共編著 新日本出版社 1971
- 『日本経済 そのあゆみと現状』共著 東研出版 1984 高校生のための現代社会
- 『現代資本主義論集』編 青木書店 1994

### 翻訳
- マルクス『資本論第1巻フランス語版 第7篇「資本の蓄積」・第8篇「本源的蓄積」』編訳 大月書店 1976

### 百人一首、歴史推理関連論文
- 「金座・銀座研究序説」『大阪経法大論集』（1992年）
- 「飛鳥の二つの酒船石」『経済』（2000年1月）
- 「勅撰和歌集の言葉連鎖について」（『国文学・解釈と鑑賞』1983年1月号）
- 「藤原定家の遊びの文芸」（東京大学出版会『ＵＰ』1982年9・10・11月号）
- 「秘宝三十六歌仙絵巻と百人一首」（『科学と思想』第52号）
- 「隠されたラヴレター小倉百人一首」（『芸術新潮』1987年3号）
- 「隠岐後鳥羽院と『百人一首』の秘密」（『北東アジア研究』第6号　島根県立大学地域研究センター）